# Врабчански водопад
Врабчанският (Врабченският) водопад е водопад на Врабчанска река, в Гребен планина, на изхода на Врабча за Трън по Републикански път III-813. Разположен е на около 900 m н.в. Височината на водния пад е 4 m.
До водопада се достига по тясна пътечка от шосейния път на изхода за Трън, успоредно на Врабчанска река. Достига се късо ждрело на реката. Над него във варовиковите стени са се образували множество пукнатини, скални ниши и пещери. Непосредствено преди водопада реката е прокопала двадесетметров скален тунел. От дясната му страна има карстов извор с чешма. В близост до водопада е изграден кът за пикник.

## Галерия
- видео от водопада
- варовиковите скали над ждрелото
- скалният тунел
- карстовият извор
- кът за пикник